# Луций Клодий Мацер
Луций Клодий Мацер или Макр (на латински: Lucius Clodius Macer; † 68) е легат на Римската империя по време на император Нерон.
Мацер е управител на Африка (legatus Augusti propraetore Africae) и отговаря за военната и цивилна контрола на провинцията. През 68 г. той се разбунтува против императора. Спира снабдяването на Рим с жито и завладява град Картаген. Създава I легион на Освободителя Макриан, за да го ползва заедно с III Августов легион в борбата против Нерон. Няма сведения войниците да са участвали в боеве, защото малко след съставянето му, Нерон се самоубива.
Следващият император Галба се страхува, че Мацер (Макр) може да се разбунтува и против него и заповядва на прокуратор Требоний Гаруциан (на латински: Trebonius Garutianus) да го убие през септември/октомври 68 година. Легионът е разпуснат през 69 г. Емблемата му не е известна.